# Pellaea atropurpurea
Pellaea atropurpurea,  es una especie de helecho de la familia botánica Pteridaceae, subfamilia Cheilanthoideae; Pellaea es un género de cerca de 35 especies distribuidas regiones templadas y subtropicales, es un género algo complicado pues sus límites no están bien diferenciados, está estrechamente relacionado con Cheilanthes, Mildella y Cheiloplecton; en México ocurren 15 especies; el nombre del género (Pellaea), proviene del griego “pellos”, que significa ‘oscuro’, la especie (P. atropurpurea), hace referencia al color púrpura obscuro de la planta. Pellaea atropurpurea fue descrita por Carlos Linneo Johann Heinrich Friedrich Link y publicado en Filicum Species 59. 1841.

## Clasificación y descripción
Rizoma: corto, compacto de hasta 8 mm de diámetro, con escamas de hasta 6 mm de largo;  frondes: de hasta 50 cm de largo, subdimórficos; pecíolo: de 1/4 a 1/2 del largo de la fronda, de color púrpura oscuro, de forma prismática cuadrangular, con pelillos dispersos; lámina: de forma elongada-deltada, de hasta 25 x 18 cm, bipinnada o raramente solo pinnada; pinnas: con un peciolo de hasta 15 mm, las pinnas cerca del ápice son entras mientras que las de la base de la lámina son pinnadas, con algunos pelillos dispersos, los últimos segmentos (pínnulas) son de forma linear y de consistencia firme; soros: de forma elongada, en los márgenes de los segmentos (pínnulas); indusio: muy delgado, en los márgenes de los segmentos (pínnulas); esporas 32 por esporangio.
Pellaea atropurpurea es un triploide apogámico con 2n=87, basado en conteos de numerosas localidades (Smith, 1981). Plantas de México, con hojas 1-pinnadas y pinnas casi lineares aparentemente representan un taxón apogámico tetraploide (2n=116) no descrito, resultante de la hibridación entre P. atropurpurea triploide y P. notabilis Maxon diploide, esta última especie del noreste de México (Gastony y Windham, 1989). 

## Distribución
Se encuentra en crestas expuestas o sombreadas, grietas de roca, paredes de cañón; ocasionalmente en taludes de los caminos, a una altitud de 900-2500 m s. n. m., en Canadá, Estados Unidos, México y Guatemala.

## Ambiente
Es una planta terrestre, prefiere sitios algo sombreados y húmedos en bosques de encinos, pino y mixtos.

## Estado de conservación
No se encuentra bajo algún estatus de protección.